# Bryotropha sattleri
Bryotropha sattleri is een vlinder uit de familie tastermotten (Gelechiidae). De wetenschappelijke naam is voor het eerst geldig gepubliceerd in 2003 door Nel.
De soort komt voor in Europa.